# Пирађинети (Козенца)
Пирађинети је насеље у Италији у округу Козенца, региону Калабрија.
Према процени из 2011. у насељу је живело 982 становника. Насеље се налази на надморској висини од 78 м.